# Robert Casadesus
Robert Casadesus, född 1899 i Paris, död 1972 i Fontainebleau, var en fransk pianist och tonsättare. Han debuterade 1917 och blev omtalad för sin fulländade teknik. Han var chef för konservatoriet i Fontainebleau mellan 1937 och 1948.